# Le Rigolfeur
Le Rigolfeur est une chaîne de terrains de golfs miniatures. La chaîne a été fondée à Saint-Jérôme au Québec en 1995 et elle se spécialise dans l'établissement de parcours de mini-golf farces et attrapes. La chaîne est reconnue pour apporter une variante humoristique au jeu original de mini-golf.

## Histoire
C’est au milieu des années 90 que Le Rigolfeur fit son apparition. C’est à Saint-Jérôme, au Québec, que le fondateur Pierre Desjardins transformera un ancien terrain de mini-golf de l'époque en véritable mini-golf nouveau genre révolutionnant ainsi le concept original de mini-golf en lui apportant avec son équipe de l'époque une touche humoristique. Dès ses premières années d'existence, la chaîne au concept farces et attrapes comptera plus d'une vingtaines de franchises situées surtout au Québec, venant bouleverser ainsi le concept original du mini-golf dans cette province. Une partie de mini-golf au Rigolfeur demeure aux yeux de plusieurs un classique. 
Dû à la diversité des offres de services dans le domaine des loisirs, plusieurs franchises ont fermé leurs portes aux cours des années 2000. Le Rigolfeur compte actuellement au Québec cinq ex-franchisés indépendants dont actuellement un reconnu par le franchiseur soit "Le Rigolfeur de Gatineau" et trois autres en voie de l'être soit "Le Rigolfeur de Saint-Félicien", "Le Rigolfeur de Sainte-Julie" et "Le Rigolfeur de Sherbrooke". Les deux franchises officielles sont quant à elles "Le Rigolfeur de Saint-Jérôme" et Le Rigolfeur de Québec.
La bannière « Le Rigolfeur » est une marque de commerce enregistrée et déposée auprès de l'Office de la propriété intellectuelle du Canada et est la propriété de Sylvain Lévesque qui en détient les droits exclusifs sous les appellations « Le Rigolfeur » et « Le Rigolfeur Le Mini-Golf Farces et Attrapes ».
La direction et le développement de la bannière est assurée depuis 2011 par Sara Moisan et Sylvain Lévesque propriétaires et PDG des franchises de Saint-Jérôme et de Québec.

## Description
Les différents parcours de jeux sont généralement composés de 18 trous établis sur 18 surfaces de jeux distinctes. Les 18 surfaces de jeux sont elles-mêmes composées d'une imbrication totale approximative de 70 blocs de jeux surélevés et modulées de plateaux, de pentes et autres différents dénivelés. Les surfaces sont généralement fabriquées en bois et en fibres de verre. Les surfaces sont enjolivées de plusieurs gadgets farces et attrapes dont des jets d’eau surprise, effets lumineux intermittents, effets tactiles divers, sons étranges et défis humoristiques multiples.